# Brijdorpe
Brijdorpe est un hameau appartenant à la commune néerlandaise de Schouwen-Duiveland, situé dans la province de la Zélande.
Le hameau est une ancienne seigneurie, commune indépendante jusqu'en 1813 ; en cette année, la commune a été rattachée à la commune de Duivendijke.